# Cabuya (Chame)
Cabuya è un comune (corregimiento) della Repubblica di Panama situato nel distretto di Chame, provincia di Panama. Si estende su una superficie di 44,8 km² e conta una popolazione di 1.666 abitanti (censimento 2010).